# Setge de Malta (1429)
El Setge de Malta de 1429 va ser un intent dels Hàfsidas per apoderar-se de l'illa de Malta, que llavors formava part del Regne de Sicília regit per Alfons V el Magnànim. Els invasors van ser rebutjats però molts maltesos van ser assassinats o esclavitzats.

## Antecedents
En aquestes dates, la població maltesa oscil·lava entre 16.000 i 18.000 persones.
La defensa consistia en una guarnició catalana, juntament amb uns 300 soldats maltesos Dejma. Després d'algunes noves incorporacions, es van aconseguir reunir uns 4.000 soldats contra els invasors.

## Setge
El setge va començar el setembre de 1429, quan va arribar un exèrcit de 18.000 soldats des de Tunísia, sota el comandament de Kaid Ridavan. Al llarg del setge van ser capturats 3.000 maltesos, mentre molts altres van ser assassinats. Malta va resultar devastada, i els efectes es van notar durant anys.